# サッファール朝

サッファール朝

サッファール朝の最大領域

サッファール朝（ペルシア語： سلسله صفاریان）は、スィースターン地域（現在のイラン南東部スィースターン・バルーチェスターン州およびアフガニスタン南西部）を中心に存在した王朝。

## 概要
861年から1003年にかけてこの地域を中心とする国家を統治した。サッファール朝の首都は現在のアフガニスタンに位置するザランジュであった。

## 歴史
この王朝の樹立者はヤアクーブ・イブン・アル＝ライス・アル＝サッファールであり、王朝の名も彼の名前に由来する。彼は銅細工師（サッファール）という不確かな出自から諸侯の地位まで上り詰めた人物である。 彼はスィースターン地域を掌握したのを皮切りに現在のアフガニスタン全土とイラン東部、そしてパキスタンの一部を征服した。首都ザランジは東西に向けた征服活動の拠点として活用された。彼はターヒル朝を打倒し、873年にホラーサーンを征服した。ヤアクーブは死ぬまでに、カーブリスターン、シンド地方、トハリスターン、バルーチスターン、ケルマーン、ファールス、ホラーサーンを征服した。また彼はバグダードの征服を試みたが、アッバース朝の反撃にあい敗北した。
ヤアクーブの死後サッファール朝は長くは続かなかった。彼の弟であり後継者であるアムル・イブン・アル＝ライスは900年にサーマーン朝に敗北し、領土の大半を新たな支配者に割譲せざるを得なくなった。サッファール朝の勢力は徐々に本拠地ザランジ周辺のスィースターン地方に限られるようになったが、王朝自体はサーマーン朝とその後継政権の臣下としてその後も続いた。 

## 歴代君主
1. ヤアクーブ・イブン・アル＝ライス・アル＝サッファール（867年 - 879年）
2. アムル・イブン・アル＝ライス（879年 - 901年）
3. アブー・ハサン・ターヒル（901年 - 908年）
4. ライス（908年 - 910年）
5. ムハンマド1世（910年 - 912年）
6. アムル2世（912年 - 913年）
7. アフマド・イブン・ムハンマド（922年 - 963年）
8. ハラーフ2世（963年 - 1003年）